# К98 Маузер
Карабин 98 кратки (Кар98к, К98 или К98к  ) је пушка прилагођена пешадији, чију производњу је започела фабрика Маузер 1935. године у Немачкој.
Карабин 98к је настао краћењем пушке Gewehr 98.

## Историја
Фабрика Маузер, коју су основала браћа Паул и Вилхелм Маузер, је стекла репутацију једне од најбољих фабрика оружја још крајем 19. века, и одржала ју је до краја Другог светског рата. Након рата, компанија је остала у Западној Немачкој и бавила се углавном оружјем великог калибра (авионски топови и сл.). Прва пушка којом се Маузер прославио је била „Маузер М1871" која је била и у наоружању Српске војске, највећи ударац заа фирму је био то што је Немачка војска 1888. изабрала систем Манлихер за своју нову шушку, а коју је Маузер одбио да производи из личних разлога. Наредних година се компанија Маузер нашла у озбиљним финансијским проблемима и на рубу егзистенције, а спашавале су је једино куповине из иностранства, пре свега Маузерови најбољи купци (Србија, Шпанија, Турска и неке јужноамеричке земље). Повратак Маузера на сцену је означила конструкција пушке М1890 у калибру 7.65х53 mm која се производила претежно у Белгији, а коју су у наоружање увеле Аргентина и Турска. Затим 1893. је конструисана пушка Маузер М1893 у примарном калибру 7х57 mm коју су у наоружање увеле Шпанија, Мексико, Бразил, Чиле и Србија 1899. као и у калибру 7.65х53 mm које су биле за Аргентину и Турску. Важно је напоменути да исту ту пушку производила шведска фирма „Husqvarna" под ознаком „М96". Понос компаније Маузер представља пушка М1898, позната и као „Gewehr 98" или „Mauser 98". Ова пушка је настала 1898. као замена за дотадашње пушке М1888 познатије као „Комисијске пушке" које су прављене у систему Манлихер. У почетку се производила за метак М/88, да би се од 1905. започела производња у унапређеном калибру „8х57IS". Од 1898. па све до данас је произведено преко 100 милиона пушака у том систему, а војничке пушке у систему Маузера су стајале у наоружању од јужноамеричких земаља, преко Србије па све до Ирана и Кине. Прва пушка система М98 је у наоружање Српске војске ушла 1910. под именом „Маузер М910 калибра 7х57 mm". После Првог светског рата, пушке система Маузер су се већ производиле ван Немачке, првенствено у Белгији и Чехословачкој.
У Србији је између два рата произвођен клон ове пушке развијен у Белгијској фирми „FN Hernstal” према техничко - тактичким захтевима Министарства војске и морнарице Краљевине СХС. Пушка је уведена у наоружање под именом „Пушка М1924”. Важно је напоменути да ова пушка није имала директне технолошке везе са фабриком Маузер, мада се у литератури често погрешно назива Маузером 1914 или југословенским Маузером. За разлику од оригиналног Маузеровог модела, дужина цеви пушке М1924 је 504 mm, а целог оружја 1.094 mm. Сличне пушке су произвођене и у Чехословачкој,Ирану и Кини. У Југославији је произведено 780.000 пушака „М1924" у периоду од 1928-41.
Све до 1935. пушке „Маузер 98" првобитног модела су представљале основну службену пушку у немачкој војсци, чак је Хитлер једном приликом изјавио како је „Маузер 98" његова омиљена пушка међутим те пушке у немачкој војсци су биле превише дугачке за нови начин ратовања тако да су конструктори одлучили да предузму нешто и тако су конструисали нову пушку под именом „Karabiner 98k" калибра 8х57 mm и дужине 110 cm.

## Модел 98
Модел 98 је ручна брзометна репетирка. Сам магацин, као и механизам су две најпознатије одлике ове пушке. Магацин је дворедна уграђена кутија са дном које се може уклонити. Пуни се или појединачним мецима или оквиром од пет метака. Враћањем затварача у предњи положај, оквир се аутоматски избацује. Магацин се празни затварачем (под условом да је сигурносни прекидач на средини), или скидањем дна магацина (није препоручљиво).
Маузер је користио једноставну, изузетно јаку и добро осмишљену конструкцију обртно-чепног затварача са предњим брављењем. Ручица чини део затварача, у ранијим моделима стоји равно, а касније је савијена надоле, уз сандук. Постојали су и канали за вентилацију, који су у случају експлозије, преусмеравали гасове у магацин спречавајући повреду војника. Основна карактеристика чувеног Маузеровог затварача је предње забрављење цеви, са зубом извлакача који држи чауру све време у лежишту метка и избацује је. Сигурносна кочница се налази на крају затварача и има три позиције: лево (гледа се из позиције стрелца) - укочена је и ударна игла и затварач, средина (дигнут)- укочена је ударна игла, али не и затварач (користи се за пражњење пушке) и десно- позиција за паљбу.
Кундак је био дрвени, из једног дела, са полупиштољским хватом, мада се 1942. године појавила и преклопна верзија за падобранце. Пушка је пред крај рата постепено замењивана напреднијом Штурмгевер 44, али се због своје прецизности дуго задржала у служби као снајпер.

## Употреба

### Пре Другог светског рата
Иако су већина карабина К98 Маузер коришћени у немачкој војсци, карабин је такође извезен у иностранство пре почетка рата. У Португалу су карабини К98 произведени од стране „Маузер Верке" усвојени као ,,Espingarda 7,92 mm m/937 Mauser" пешадијска пушка. Такође је између 1935. и 1938. непознат број извезен у Кину јер је Кина и од раније користила Маузерове пушке истог калибра. С друге стране 20.000 карабина К98 је извезено у Јапан. Са почетком Другог светског рата извоз је био заустављен јер су производни капацитети били потребни за немачку војску.

### Други светски рат
Карабини Маузер К98 су током Другог светског рата коришћени у свим родивима немачке војске. Широко су коришћен на свим фронтовима на којима су Немци ратовали, укључујући окупирану Европу, северну Африку, Русију и Финску. Иако је једна од бољих пушака у својој класи репетирки, током рата је већ била застарела јер су немачки непријатељи Американци и Совјети увели у наоружање полуаутоматске пушке, с америчке стране M1 Garand, а са руске СВТ-40, али Немци су имали срећу да Совјети своју полуатоматску пушку нису масовно уводили у наоружање због велике цене и тешког процеса производње, а испоставило са да 95% војника Црвене армије нису знали како да је користе. С друге стране на западу су се Немци са америчким пушкама M1 Гаранд сусрели тек 1943. када је већ било очигледно да ће Немачка изгубити рат. Такође су и Немци имали своју полуаутоматску пушку Gewehr 43 која није заживела јер је животни век цеви био прекратак.
Шведска је наручила 5.000 пушака које су 1939. испоручене из регуларне производне линије, а Швеђани су их планирали користити као лаке антитенковске пушке под именом ,,gevär m/39" да је калибар 8х57 mm недовољно јак да пробије тенковски оклоп тако да су их пребацили на јачи калибар 8х63 mm који је био дизајниран за дугометне митраљезе. Тако преправљени Карабини К98 су у Шведској коришћене у калибру 8х63 mm и могле су примити четири метака, а носиле су ознаку ,,pansarvärnsgevär m/40". На исту ту пушку је постављен разбијач пламена како би се умањио трзај и тако добијена пушка је названа ,,gevär m/40" међутим нису задовољиле потребе тако да су после рата биле продате.

### После Другог светског рата
Током Другог светског рата Црвена армија је заробила неколико милиона карабина Маузер К98 који су реновирани у совјетским фабрикама током 1940-их и почетком 1950-их и чуване у магацинима совјетске војске у случају новог рата са западним силама. Ове пушке су код колекционара познате као „RC" тј. ,,Russian Capture". Ови Маузери се могу препознати по слову Х на левој страни затварача. У совјетским фабрикама нису уложили никакав напор да саставе пушке оригиналним деловима по серијском броју током поновног склапања, већ су неки ситни делови чак бачени у отпад као непотребни.
Неке од ових пушака су заједно уз Мосин наган биле испоручиване комунистичким и марксистичким организацијама и државама од средње Европе па све до југоисточне Азије током Хладног рата, на тај начин је Москва избегавала да својим савезницима испоручује своје најновије наоружање. Најбољи пример за то је Северни Вијетнам коме је СССР од 1940-их и током 1950-их слао наоружање за борбу против Француза у Првом индокинеском рату, а касније је то оружје коришћено и у Вијетнамском рату против Американаца од стране Вијетконговаца.
У годинама после Другог светског рата многе европске земље су користиле заробљене карабине Маузер К98 заједно из друго немачко оружје. Француска је у својој окупационој зони Немачке производила унапређену верзију К98, овим јединицама су биле наоружане поједине јединице Француске војске, укључујући и Легију странаца која их је користила у Индокини. Те пушке су такође коришћене од стране западнонемачке пограничне страже. У Југославији су заробљене немачке пушке Маузер К98 реновиране под ознаком ,,Zastava M 98/48", на тим пушкама је утиснут грб СФРЈ.

## Варијанте
- Kriegsmodell

Са почетком 1944, производила се верзија „Kriegsmodell" тј. (ратни модел). Ова верзија је поједностављена како би се повећала стопа производње и смањила цена.
- Снајперска верзија

Верзија за снајпере, показала се као најпрецизнија пушка Другог светског рата
- Падобранска верзија

Експериментална верзија за падобранце која је била краћа како би се могла лакше преносити поготову током скокова. Међутим после битке за Крит 1941., немачки падобранци више нису имали ангажовање у некој већој мери тако да је ова верзија коришћена минимално.
- G40k

Танкер верзија дужине 1 метар и цеви дужине 49 cm. Произведено свега 82 комада 1941. у Оберндорфу

## Страни деривати
- Застава М-48

Југословенски клон који представља наставак развоја међуратног белгијског, односно југословенског модела М1924. Производила се у СФРЈ између 1948-65, а наводно је произведено 1.224.000 комада. Такође извезена у Сирију.
- La Coruña M43

Шпанска верзија која се разликује по томе што ручица затварања није савијена. Производила се до 1957, а када је Шпанија прешла на калибар 7.62х51 mm велики број ових пушака су преправљене у тај калибар под именовањем ,,FR8"
- puška vz. 98N

Чехословачка верзија која се производила у граду Брно. Користила се и у Румунији где је била позната као ,,ZB" (Zbrojovka Brno)
- P-18

Израелска верзија коју је 1948. произвела Чешка Збројовка. Укупно је произведено 4.500 комада које су виделе употребу током Израелског рата за независност, у Израелу су коришћене за обуку регрута све до почетком 1970-их

## Галерија
- Ознаке шпанске М43
- Немачки гардисти са Маузерима
- Бајонет за К98
- Делови расклопљеног К98
- Израелске жене са Маузерима
- Источнонемачки војници са К98 Маузер
- Немачки војник са тромблонском мином на К98
- Немачки снајпериста